# Chris McGregor
Pour les articles homonymes, voir McGregor.
Christopher McGregor, né le 24 décembre 1936 à Umtata (actuel Mthatha) en Afrique du Sud, et mort le 26 mai 1990, est un pianiste de jazz, chef d'orchestre et compositeur sud-africain. 

## Carrière musicale

### Premières influences
McGregor grandit dans le Transkei de l'époque (qui fait maintenant partie de la province du Cap-Oriental). Son père est directeur d'une institution missionnaire de l'Église d'Écosse appelée Blythswood. McGregor y est exposé à la musique du peuple Xhosa local,.
Cette musique, comme l'explique David Dargie, est complexe. Dargie mentionne certains exemples de cette complexité qui pourraient avoir influencé McGregor dans sa musique, à la fois en tant que compositeur et en tant que chef d'orchestre : « un grand nombre de caractéristiques de style se retrouvent, concernant non seulement l'harmonie et à l'échelle, mais aussi la mélodie, la structure et le phrasé, la forme, le rythme, l'instrumentation, les techniques de chant, etc. ».
Dans son livre Chasing the Vibration, Graham Lock évoque les influences xhosa chez McGregor : « Il y a une forte influence chez lui de la musique de village africaine, et ce que je sais de cette musique, c'est qu'elle a un noyau fort. Ça se construit, beaucoup de gens font des choses qu'ils connaissent, ensemble. ».

### Début de carrière
Après un passage à l'académie de formation de la marine marchande à Gordon's Bay dans le Cap-Occidental en 1952-1953, McGregor s'inscrit au South African College of Music (SACM), alors dirigé par le professeur Eric Chisholm. McGregor y est exposé à un ensemble d'influences, étudiant la journée Béla Bartók et Arnold Schoenberg, et écoutant la nuit les enregistrements de Duke Ellington et Thelonious Monk, et la musique de musiciens de jazz locaux tels que Dollar Brand, Christopher Columbus Ngcukana, Vincent Kolbe, Monty Weber, les frères Schilder, etc., actifs dans la scène jazz du Cap dans le milieu des années 1950. Le dynamisme et la puissance de cette musique conduisent à la distinction de la musique jouée autour du Cap comme un type de jazz particulier appelé « Cape Jazz ».
Au SACM, McGregor étudie la composition avec Stanley Glasser[réf. nécessaire], Chris McGregor est chef d'orchestre et pianiste dans l'orchestre du théâtre, composé de Dudu Pukwana et Nick Peterson au saxophone alto, Cornelius Kumalo au saxophone baryton et à la clarinette, Denis Mpali à la trompette, Blyth Mbityana au trombone, Joe Mal à la basse et Columbus Joya à la batterie. Un long play du spectacle, Mr Paljas, sort chez Gallotone Records.
Comme l'écrit un ami et condisciple de McGregor, Bruce Arnott, dans le magazine des anciens élèves de l'université du Cap après la mort de McGregor en 1990 : « Je ne suis pas musicologue, mais je crois que Chris travaillait à une synthèse de la musique traditionnelle noire sud-africaine et de la contribution noire américaine merveilleusement évoluée au jazz. »[réf. souhaitée]. McGregor monte un groupe pour se produire au festival de jazz Moroka-Jabavu de 1962 dans la banlieue de Soweto à Johannesbourg. Ce groupe était composé de Mzimkulu Dlova au saxophone alto, Chris Ngcukana au saxo baryton, Ronnie Beer au ténor, Willie Netie au trombone, Sammy Maritz à la basse et Monty Weber à la batterie. Lors du festival, au cours duquel le groupe remporte le deuxième prix, McGregor entre en contact avec un groupe plus large de musiciens tels que Dennis Mpali, l'altoiste Kippie Moeketsi, Churchill Jolobe et les différents artistes alors organisés sous la bannière de l'Union of South African Artists, qui monte l'opéra jazz King Kong.

### Reconnaissance et succès
Ces contacts conduisent l'année suivante à la formation, d'une part, du groupe The Blue Notes et, d'autre part, d'un big band appelé le Castle Lager Big Band. Les Blue Notes se composent à ce stade de Mongezi Velelo (et plus tard Sammy Maritz) à la basse, Early Mabuza à la batterie, Dudu Pukwana à l'alto et Nikele Moyake au ténor. Le grand jeune trompettiste Mongezi Feza rejoint le groupe peu après. Johnny Dyani remplace Sammy Maritz à la basse et Louis Moholo remplace Early Mabuza peu de temps après. À ce moment-là, le groupe Blue Notes est au complet.
Le Castle Lager Big Band est formé après le festival de jazz de Moroka-Jabavu en 1963. Ce groupe de 17 musiciens réalise l'album Jazz: The African Sound, qui compte six titres, deux compositions d'Abdullah Ibrahim, deux de Kippie Moeketsi et deux de McGregor, qui réalise aussi les arrangements musicaux. Outre les arrangements, l'une des choses les plus frappantes de l'album est le jeu de Moeketsi à la clarinette, au lieu de son saxo alto habituel. 
Dans le groupe se trouvent des musiciens qui deviendront par la suite connus individuellement. Le plus remarquable d'entre eux est Barney Rachabane, qui joue par la suite avec Paul Simon lors de la tournée suivant la publication de l'album Graceland. Simon décrit d'ailleurs Rachabane comme « le saxophoniste le plus soul du monde ».
McGregor est connu pour sa fondation et sa direction de The Blue Notes, un sextuor sud-africain qui comprend comme membres Dudu Pukwana, Nikele Moyake, Louis Moholo, Johnny Dyani et Mongezi Feza. Tout aussi remarquable est la création par McGregor de la Brotherhood of Breath en 1969, qui dérive de son travail avec les Blue Notes. La Brotherhood est un groupe plus important que les Blue Notes et intègre des improvisateurs anglais de premier plan. Ils réalisent plusieurs enregistrements tout au long des années 1970, à la fois en studio et en direct, ainsi qu'une dernière session en studio en 1988. McGregor sort trois albums de piano en solo et continue d'être une force majeure dans la musique après qu'il quitte l'Angleterre pour vivre dans la campagne française. Il contribue à l'album Bryter Layter de Nick Drake en interprétant un solo de piano sur le morceau Poor Boy.

### Engagement politique
Au cours de sa vie, McGregor s'engage publiquement contre l'apartheid, bien qu'il fasse partie de la population blanche favorisée par le régime. Les groupes The Blue Notes et Brotherhood of Breath, qu'il forme au cours de sa carrière, sont ainsi composés de musiciens de toutes origines et ethnies, ce qui l'oblige à s'exiler en Europe pour éviter les poursuites. Après quelques années passées au Royaume-Uni, il s'installe en France, à Saint-Pierre-de-Caubel (aujourd'hui Pinel-Hauterive).
McGregor meurt d'un cancer du poumon le 26 mai 1990, à l'âge de 53 ans.

## Discographie

### Premiers albums et albums solo
- Jazz: The african Sound (New Sound, 1963)
- Very Urgent (Polydor, 1968; Fledg'ling, 2008) avec le Chris McGregor Group
- Up to Earth (Fledg'ling, 1969 [2008]) avec le Chris McGregor Septet
- Our Prayer (Fledg'ling Records, 1969 [2008]) trio
- Piano Song Vol. 1 (Musica Records, 1977) piano solo
- Piano Song Vol. 2 (Musica Records, 1977) piano solo
- In His Good Time (Ogun, 1977) piano solo
- Thunderbolt (Musique africaine populaire, 1986) en direct, avec les exilés sud-africains
- Sea Breezes (Fledg'ling, 1987) piano solo
- Grandmothers Teaching (ITM, 1988) avec Marilyn Mazur et Harry Beckett

### AvecThe Blue Notes
- Legacy: Live in South Afrika 1964 (Ogun, 1964)
- Township Bop (Proper, 1964)
- Blue Notes for Mongezi (Ogun, 1975)
- Blue Notes in Concert Volume 1 (Ogun, 1977)
- Before the Wind Changes (Ogun, 1979)
- Bue Notes for Johnny (Ogun, 1987)
- Compilation : The Ogun Collection (Ogun, 1964–1987)

### AvecBrotherhood of Breath
- Chris McGregor's Brotherhood of Breath (RCA, 1970)
- Eclipse at Dawn (Cuneiform Records, 1971)
- Brotherhood (RCA Victor, 1971)
- Bremen to Bridgwater (Cuneiform Rec., 1971 et 1975)
- Travelling Somewhere (Cuneiform Rec., 1973)
- Live at Willisau (Ogun, 1973)
- Procession (Ogun, 1977)
- Yes Please (In and Out, 1981) en direct
- Country Cooking (Virgin, 1988)
- En Concert a Banlieues Bleues (52e Rue Est, 1989)
- In Memoriam (Vital Music, 1994), également publié sous le nom de The Memorial Concert (ITM, 1994)